# Gryon lala
Gryon lala är en stekelart som beskrevs av Michail Alexeevich Kozlov 1972. Gryon lala ingår i släktet Gryon och familjen Scelionidae. Inga underarter finns listade i Catalogue of Life.